# Bruno Del Pino
Bruno Del Pino Ventos (Catalonië, 20 juni 2006) is een Spaans autocoureur. Hij is de neef van voormalig Formule 1-coureur Pedro de la Rosa.

## Carrière

### Karting
Del Pino begon zijn autosportcarrière in het karting in 2017. In 2018 werd hij vijfde in de X30 Mini-klasse van de IAME Winter Cup. In 2020 eindigde hij als negende in de OK Junior-klasse van het Europees kartkampioenschap. Hij reed in 2021 voor het laatst in de karts en werd dat jaar negende in de OK-klasse van de WSK Open Cup.

### Formule 4
In 2022 stapte Del Pino over naar het formuleracing en maakte hij zijn Formule 4-debuut in het Spaans Formule 4-kampioenschap. Hij reed hier voor Drivex, het team van zijn oom Pedro de la Rosa. Twee zesde plaatsen op het Circuit Ricardo Tormo Valencia en het Circuito de Navarra waren zijn beste race-uitslagen. Met 24 punten werd hij zestiende in de eindstand. Tevens vertegenwoordigde hij Spanje tijdens de Formule 4-klasse van de FIA Motorsport Games op het Circuit Paul Ricard. Hij kwalificeerde zich als elfde en werd vijfde in de kwalificatierace. In de hoofdrace werd hij achter Andrea Kimi Antonelli en Manuel Espírito Santo derde en won zo de bronzen medaille.

### Eurocup-3
In 2023 debuteerde Del Pino in de Eurocup-3 bij het team MP Motorsport. Twee vierde plaatsen op het Circuit Zandvoort en Valencia waren zijn beste resultaten. Met 113 punten werd hij zevende in de eindstand. Tevens kwam hij in aanmerking voor de rookieklasse, waarin hij tien van de zestien races won en hiernaast nog drie keer op het podium stond. Met 326 punten werd hij overtuigend kampioen in deze klasse.
In 2024 bleef Del Pino actief in de Eurocup-3 bij MP. Zijn resultaten verbeterde flink en hij behaalde drie zeges op de Red Bull Ring, Paul Ricard en het Circuito Permanente de Jerez. Hiernaast stond hij nog vijf keer op het podium. Met 209 punten werd hij achter Javier Sagrera en Christian Ho derde in het kampioenschap.

### Formule Regional
In 2023 reed Del Pino in een raceweekend van het Formula Regional European Championship voor MP op de Red Bull Ring. Hij eindigde de races op de plaatsen 21 en 16.
In 2024 kwam Del Pino uit in het Formula Regional Middle East Championship voor MP. Een zesde plaats op het Dubai Autodrome was zijn beste raceklassering en hij werd met 18 punten zestiende in het kampioenschap.

### Formule 3
In 2025 debuteert Del Pino in het FIA Formule 3-kampioenschap, waarin hij zijn samenwerking met MP voortzet.